# Площадь Шептицкого
Площадь митрополита Андрея Шептицкого (укр. Майдан митрополита Андрея Шептицького; до 1990 года площадь Урицкого) — площадь в Ивано-Франковске. Духовно-культурный центр города. Расположена в историческом центре, рядом с площадью Рынок.

## История
Архитектурный ансамбль площади формировался в течение XVIII—XX веков.
Площадь является местом проведения известных городских фестивалей, в том числе международного фестиваля «Праздник кузнецов», фестиваля народного декоративно-прикладного искусства «Карпатский вернисаж» и других.

## Здания и сооружения
На площади находятся два важных архитектурных памятника Ивано-Франковска — греко-католический кафедральный собор Святого Воскресения Христова (1729) и Коллегиальная церковь Пресвятой Девы Марии (1703), здание которой ныне занимает Ивано-Франковский областной художественный музей.
Здание коллегии иезуитов (1744) в 1784 году властями Австрийской империи было передано немецкой гимназии. В 1939 году в нем расположилась польская гимназия, с 1941 года — средняя школа. С 1945 года здесь размещается морфологический корпус Ивано-Франковского национального медицинского университета.